# Dibenzodioxine
La dibenzodioxine, de formule brute C12H8O2, est un composé organique hétérocyclique consistant en un cycle de dioxine entouré de deux cycles benzéniques. Il existe théoriquement deux isomères de ce composé, la dibenzo-1,2-dioxine et la dibenzo-1,4-dioxine.
Cependant, en pratique, le nom désigne l'isomère 1,4 (para), le seul observé et pour lequel on ait des données, l'isomère 1,2 (ortho) étant supposé très instable et avec des caractéristiques proches des peroxydes.